# 金つぶ
金つぶ（きんつぶ）は、2015年4月3日から2022年3月25日までbayfmで毎週金曜日 19:00 - 21:00 に放送されていたラジオ番組である。

## 概要
別名「金曜つぶやきショー」。テレビや新聞のニュースとは異なるラジオならではの「今、知りたいこと」を、毎週一つのテーマに絞ってじっくりと時間をかけ、リスナーの皆さんと一緒に謎を解き明かしていく座談会形式で行われる。
開始当初の放送時間は 19:00 - 21:20 だったが、2016年4月1日の放送分より 19:00 - 20:47 に変更。2017年1月6日からは、金つぶの次の番組「Dr.龍のSmile Workout」が終了したことを受けて終了時間が 20:47 から 20:56 に延長。同年10月6日からは「ぶっちゃあのロッカールーム」の開始に伴い、終了時間が 20:29 に短縮されたが、同番組の終了に伴い2018年7月6日からは再度終了時間が20:56に延長された。2019年11月より、これまで金曜日18:55に放送されていた「NOW HITS STREET」が20:54に移動されたため、20:54まで短縮していたが、2021年1月29日現在は20:58までに延長。
2016年2月21日には、『乃木坂46 4th Anniversary 乃木坂46時間TV』とコラボし、パーソナリティーの小島が出演した。
衛藤が2018年3月30日の放送分をもって番組を卒業した。卒業後は、同じ乃木坂46の山崎怜奈がパーソナリティーを2018年4月6日より担当。
金つぶIT News Webは2019年4月よりNECの冠スポンサーがついた。なお、2019年3月まで同スポンサーがついていた「THE FLINTSTONE」は当番組のコーナーに移動したため、2019年4月からはスポンサーがない状態での放送になっている。なお、NECは番組内でCM時間帯に放送している。
なお、bayfmが開局した当時のこの時間は、現在は土曜日午後3時からの3時間枠で放送している「POWER COUNTDOWN」（当時はPOWER COUNTDOWN JAPAN HOT30。2020年現在はPOWER COUNTDOWN REAL。）を放送していて、当番組のメインDJである小島も現在の土曜日の3時間枠でDJを担当している。
山崎が2020年9月25日の放送分をもって番組を卒業した。卒業後は、同じ乃木坂46の北川悠理がパーソナリティーを2020年10月2日より担当。
2020年12月17日に番組の単行本として、小島嵩弘の金つぶ! アシスタントは乃木坂46の○○です!!が徳間書店より発売した。
北川が2021年9月24日の放送分をもって番組を卒業した。卒業後は、同じ乃木坂46の柴田柚菜がパーソナリティーを2021年10月1日より担当。
2022年3月11日放送回にて、3月で放送終了することを発表。

## コーナー
番組のメインは、主にリスナーから寄せられたメッセージを紹介して進める形が取られるが、以下の3つのコーナーは時間帯が固定されている。
金つぶITニュースweb→NEC presents 金つぶITニュースweb
19時20分頃に放送。この1週間に化学・IT・経済業界で起きた出来事を独自の視点で紹介する。当コーナーのみ土屋が出演。
ゲストコーナー
19時37分頃に放送。その日のテーマに沿ったゲストを1名迎え、小島、柴田と共にトークを展開していく。
bayfm Traffic Updates（交通情報）
19時40分頃と20時38分頃に挿入（いずれもJARTIC 九段センターから）。19時台・20時台ともにパーソナリティーの柴田が呼びかけを行う。スペシャルウィーク期間中（bayfmではパワーウィークと呼ばれる）は、内容が変更される場合あり。
ゆななななななっ！
柴田柚菜のメインコーナー。20時30分頃に放送。
こじマーケティング
アシスタントが不在時に臨時で開設されるコーナー。内容は謎である。小島自身が何かの商品について紹介をしているようである。
小島嵩弘からのお知らせ
小島が、エンディング曲として、小島の曲をかけながら、ライブ情報などを話すが、翌日の番組と年末特番についてのお知らせは殆どしない。

### 過去のコーナー
みさみさーくる
衛藤時代のメインコーナー。1週間に起きた乃木坂46内及び衛藤自ら起きた出来事などを報告していた。2015年4月17日から2018年3月30日（衛藤降板）まで放送されていた。
れなち発見伝!
山崎時代のメインコーナー。20時30分頃に放送。山崎独自の目線で、自身の身の回りで起こる様々な出来事について解説していた。2018年4月6日（出演開始）から2020年9月25日（降板）まで放送されていた。
ゆりなり〜!
北川時代のメインコーナー。20時30分頃に放送。2020年10月2日から2021年9月24日（降板）まで放送されていた。
なおいずれもコーナー後に乃木坂46の楽曲を1曲流し、曲中に乃木坂インフォメーションと題して乃木坂46の情報を伝えた。

## 出演者

### パーソナリティー
- 小島嵩弘
- 柴田柚菜（2021年10月1日 -）[5]

過去のパーソナリティー
- 衛藤美彩（2015年4月3日 - 2018年3月30日）[1][8]
- 山崎怜奈（2018年4月6日 - 2020年9月25日）[9]
- 北川悠理（2020年10月2日 - 2021年9月24日[10][11]）[12]

### コーナー解説担当
- ニック土屋 - 金つぶITニュースweb担当。ITジャーナリストとして出演しているが、前職はニッポン放送のプロデューサー。コーナー出演を終えるとTwitter（@galapagosmtg）を用いて適宜解説の補足や、コーナー中のリスナーからのツイートへ返信などを行う。

### 代理パーソナリティー
- 伊藤かりん - 2015年5月22日は、衛藤が仕事の都合で出演できなくなったため、衛藤と同じ乃木坂46より伊藤かりんが代行した[13]。なお、20時38分頃の交通情報の呼びかけも伊藤が担当している。2018年1月下旬には、衛藤の舞台『三人姉妹』出演時にも代理を務めた。乃木坂46卒業後の2021年5月7日に北川が『MUSIC STATION』（テレビ朝日）に出演するため代理を務めた。2021年12月31日にも柴田の代理[注 1]として出演。出演した際には、「あなたに王手！かりん党！！」のコーナーを放送[14]。
- 新内眞衣 - 主に衛藤が『MUSIC STATION』（テレビ朝日）出演のため当番組へ出られない場合、代理を行なうことがあった。
- 樋口日奈 - 新内と同様に、衛藤の『MUSIC STATION』出演時に代理を務めた。この場合、「みさみさーくる」に代わって「ほっこり ふんわり ひなちまファミリー」のコーナーを放送。2022年2月18日放送分で、柴田が別仕事のためおよそ5年ぶりに代理出演を果たした[15]。
- 森久保祥太郎（2016年2月12日） - 小島がインフルエンザによる欠席のため。レギュラー出演している『The BAY☆LINE』に続いての出演。
- 佐藤璃果 - 2022年1月28日放送分にて、柴田が別仕事のため代理出演[16]。柴田と同じ乃木坂46の4期生。